# Успенка (Донецкая область)
Успе́нка (укр. Успенка) — село на Украине, находится в Амвросиевском районе Донецкой области. C августа 2014 года находится под контролем самопровозглашённой Донецкой Народной Республики.

## География
К югу и востоку от села проходит граница между Украиной и Россией. Расположено на реке под названием Крынка, в четырёх километрах от границы с Россией (Ростовская область, пограничный пропускной пункт «Успенка»).

#### Соседние населённые пункты по странам света
С: Калиновое (выше по течению Крынки), Житенко
СЗ: Нижнекрынское, Сергеево-Крынка (выше по течению Крынки)
СВ:  Маныч, Камышеваха
З: Лисичье, Квашино
В: —
ЮЗ: Степное
ЮВ: Катериновка (ниже по течению Крынки)
ЮЮЗ: Авило-Успенка (Российская Федерация)  

## История
Знаменитая Успенская церковь была взорвана в конце семидесятых.
В августе 2014 года после ожесточённых боёв с частями ВСУ село и контрольно-пропускной пункт были захвачены  военными формированиями ДНР. В ходе конфликта все объекты КПП были повреждены и посечены осколками.

## Население
Население по переписи 2001 года составляло 1 478 человек.

## Местный совет
Село Успенка — административный центр Успенского сельского совета.
Адрес местного совета: 87371, Донецкая область, Амвросиевский район, с. Успенка, ул. Октябрьская.